# Yalta (cantante)
Yalta Raquel González de Fernández Broglia, más conocida como Yalta (f. Montevideo, 1 de marzo de 2011), fue una cantante y compositora uruguaya.

## Nombre
En el obituario de su fallecimiento figura con el nombre "Yalta Raquez González de Fernández Broglia", mientras que en AGADU figura como "Yalta Raquel González de Fernández Broglia". Alfredo Zitarrosa sin embargo, se refiere a su hermano junto a quien la conoció, como "Carlos Garrido".

## Carrera artística
Yalta, grabó al menos dos discos como solista (un EP en 1967 y un LP a mediados de los 70).
En 1967 había integrado en Canal 5 de Montevideo el elenco del programa de televisión Generación 55 conducido por Alfredo Zitarrosa, a quien conocía desde tres años atrás. Con el elenco de Generación 55 actuó también en los teatros Odeón y Platense. En 1968 actuó en el local nocturno "La claraboya amarilla" de Alfredo Zitarrosa. Yalta por entonces era la compañera de Luis Blanco Álvarez ("Blankito"), caricaturista del semanario Marcha y por entonces muy amigo de Zitarrosa.
El tema de Alfredo Zitarrosa «La pobreza de los pobres», interpretado por él mismo y editado póstumamente en 1992 en un casete por el sello chileno Alerce había sido compuesto en 1977 por Zitarrosa para ser interpretado por Yalta, quien al parecer nunca lo llevó al disco.
El EP de 1967 de Yalta Canciones para mí misma, grabado en noviembre de ese año, con arte de tapas diseñado por Blankito, fue presentado por Zitarrosa en la contratapa y tuvo el privilegio de ser el primero de los pocos discos (diez) que Zitarrosa presentó. Debió exiliarse en Europa (Francia, España) durante la dictadura militar y allí siguió desarrollando su carrera artística.
El LP Fronteras fue presentado en la contratapa por Federico García Vigil, quien hizo los arreglos y la dirección general de ese disco. García Vigil refiere que las canciones de este disco formaron parte de un recital que Yalta ofreció en el Museo de Chartres, Francia «con un resonante éxito de público y de crítica». En ambos discos Yalta interpretó música latinoamericana, incluyendo tangos, milongas, canciones de Chico Buarque, Pablo Milanés, etc. y hasta un tema propio. Se sabe que compuso más temas. En la cinta original se encuentran 3 canciones que quedaron fuera del LP, los temas son Fronteras, Bárbara, y Canción de Amor.
En el año 2010, grabó un CD titulado "Yalta", el cual fue editado póstumamente por Ayuí / Tacuabé en diciembre de 2011. El disco está compuesto por tangos clásicos y en el mismo está acompañada por Raúl "Chiche" Bella en piano y en la dirección, Jorge Goyos en bandoneón y Quique Cano en contrabajo, acompañándola en solitario en dos temas el bandoneonista Juan José Mosalini. En febrero de 2012 se presentó este CD con una exposición de obras de su esposo el escultor Enrique Broglia y la palabra de Federico García Vigil.

## Discografía
- Canciones para mí misma (EP de Orfeo. Serie 333-3549. Año 1967)
- Fronteras (LP de Sondor. Serie 44033. 1976)
- Yalta (Ayuí / Tacuabé a/e371cd. 2011)